# Флефедрон
Флефедрон (4-фторметкатинон или 4-FMC) — стимулятор центральной нервной системы, относящийся к классу амфетаминов и катинонов.

## История
Флефедрон начал продаваться в качестве лекарственных средств в 2008 году, вместе с его структурным изомером 3-фторметкатиноном (3-FMC).

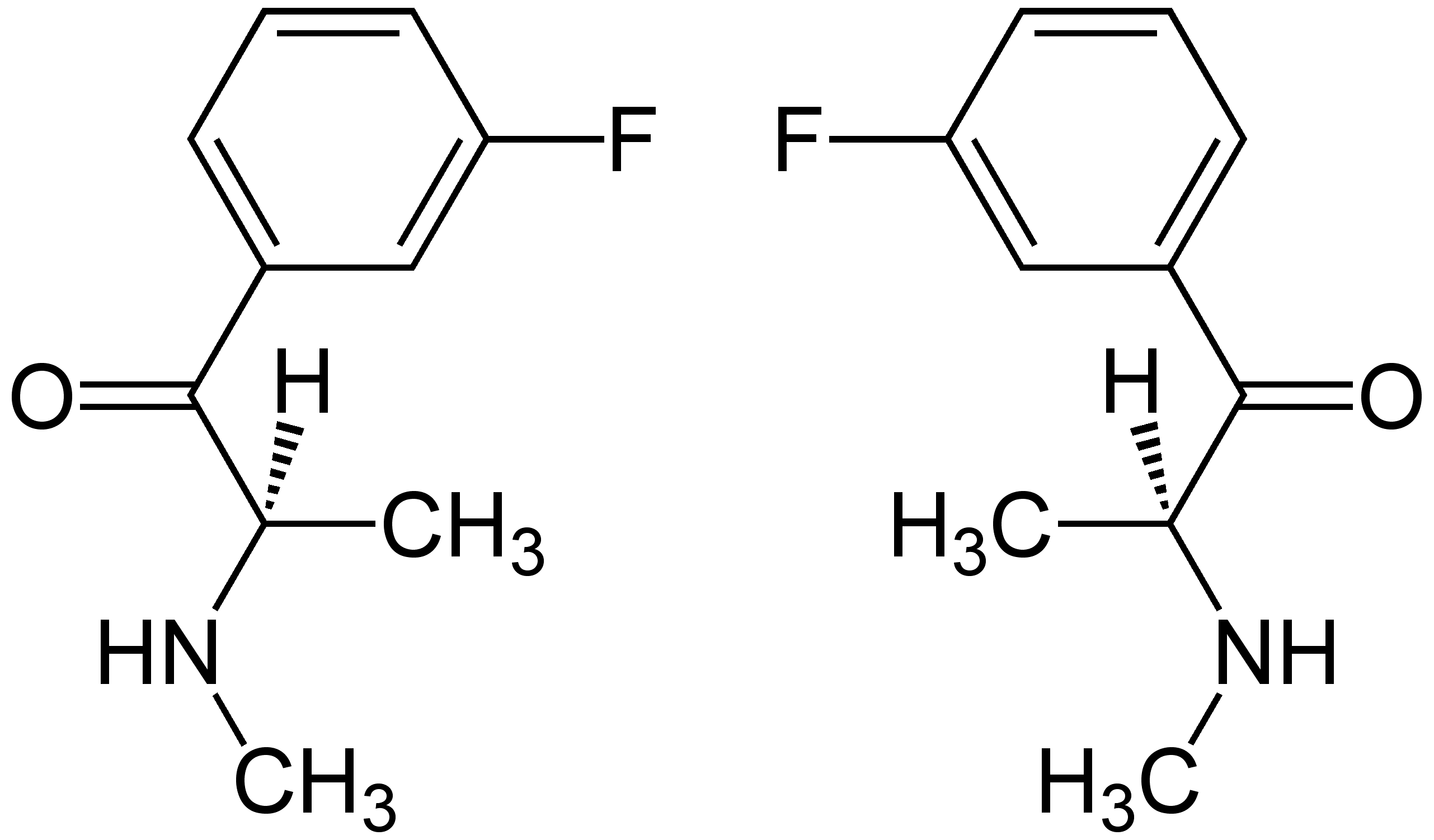
Racemic 3-fluoromethcathinone
CAS# 1049677-77-1

## Токсичность
Флефедрон имеет короткую историю использования человеком, и его токсичность не установлена. При передозировке можно ожидать гипертермию, конвульсии и другие типичные осложнения. p-галогенированные амфетамины известны их нейротоксичностью.

## Законность
Флефедрон был запрещен в Дании с декабря 2008 года, является незаконным в Румынии с февраля 2010 года, в Великобритании с апреля того же года.
Соединение было классифицировано как наркотик в Швеции с октября 2010 года.
Запрещён на территории России с 18 ноября 2010 года как производное меткатинона.